# Prerani pubertet
Prerani pubertet (akronim PP) je pojava sekundarnih polnih karakteristika kod devojčica uzrasta ispod osam godina, i kod dečaka uzrasta ispod devet godina. Postoje dve osnovne grupe preranog puberteta: gonadotropin-zavisni oblik (pravi, centralni prerani pubertet) i gonadotropin-nezavisni oblik (lažni periferni prerani pubertet). Rani početak puberteta može prouzrokovati nekoliko problema poput niske konačne visine i emocionalne poremećaje kod neke dece. Najvažniji kriterijum u donošenju odluke o uvođenju terapije je progresija pubertetskog razvoja.

## Opšta razmatranja o pubertetu
Pubertet je period razvoja deteta u kojem se dovršava rast, a polnim sazrevanjem stiče sposobnost za reprodukciju. Karakteriše se intenzivnijim rastom i razvojem polnih organa i sekundarnih polnih karakteristika. Započinje pulsatilnom sekrecijom otpuštajućeg hormona za gonadotropine (GnRH-gonadotropin releasing hormone) koji pokreće hipotalamus, hipofizu, gonade (High harmonic generation (HHG)). Primarni mehanizam koji pokreće celokup proces i nadalje je nepoznat. 
Pubertetski razvoj određuje se nivoima po Taneru. U djevojčica pubertet započinje porastom grudi (II nivo razvoja po Taneru), a u dečaka porastom testisa (II nivo razvoja po Taneru ako je volumen testisa veći od 4 ml, odnosno dužina testisa veći od 25 mm.
Podaci iz literature sedamdesetih godina 20. veka ukazuju da 95% dece ulazi u pubertet u uzrastu od 8 do 13 godina devojčica, te 9,5 i 13,5 godina u dečaka. Prema novijim podacima sakupljenim prvenstveno u Sjedinjenim Američkim Državama pubertet započinje ranije, i to naročito u djevojčica afroameričke i hispanoameričke populacije. Iako je i u Evropi učen nešto raniji početak puberteta kao i u dece koja su procesom usvajanja prešla iz nerazvijenih u razvijene zemlje zapada, pubertet je definisan preuranjenim ukoliko u devojčica započinje pre 8, a u dečaka pre 9. godine života. Ukoliko pubertet započne između 8. i 10. godine u devojčica, ili između 9. i 11. godine u dečaka, radi se o ranom ali ne i preuranjenom pubertetu.

## Oblici i etiologija
Prerani pubertet najčešće nastaje kao: pravi preuranjeni pubertet i gonadotropin nezavisni nepotpuni pubertet

### Pravi preuranjeni pubertet (skraćeno CPP)
Ranom aktivacijom visokog nivoa hormona nastaje centralni, gonadotropno zavistan, potpuni ili pravi preuranjenom pubertet (CPP) koji je uvek izoseksualan. 
U oko 50% dečaka i 92% devojčica i oko 50% dečaka pravi preuranjeni pubertet je idiopatski. Kod ovog oblika radi se o potpuno zdravaoj deci kod koje je iz nepoznatih razloga preuranjeo započeo polni razvoj. U anamnezi mogu postojati podaci o preranom pubertetu kod roditelja, usvajanju, ili je uzrok poremećaja oštećenje mozga. 
Hamartom hipotalamusa sadrži neurone koji samostalno izlučuju GnRH što pokreće pubertet. Tumori poput glioma, astrocitoma, ependimoma, pinealoma i germinoma (koji izlučuje human horionski gonadotropin (skraćeno hCG)), pokreću pubertet ali su često praćeni i neurološkim znacima poput glavobolje, poremećaja vida i kognitivnih funkcija. Kongenitalne malformacije centralnog nervnog sistema) poput hidrocefalusa, supraselarne arahnoidalne ciste, mijelomeningokele takođe mogu prerano pokrenuti pubertet. Iso dejstvo mogu imati i stečena oštećenja poput traume, infekcije, zračenja i perinatalna asfiksija. 
Sve preciznija dijagnostika u 21. veku ukazuje i na mutacije gena odgovornih za pokretanje pravog preuranjenog puberteta, kao npr. mutacija gena za KISS 1 peptid koji ima ulogu u aktivaciji gonadalne osovine.

### Gonadotropin nezavisni nepotpuni pubertet (skraćeno PPP)
Ukoliko polni hormoni (koji mogu biti endogenog, gonadalnog ili ekstragonadalnog porekla, ali i egzogeni)  pokrenu fizičke promene u organizmu tada nastaje periferni, gonadotropin nezavisni nepotpuni ili lažni preuranjeni pubertet (PPP). On može biti izo ili heteroseksualan.
Etiološki gonadotropin nezavisni nepotpuni pubertet deli se na: stečeni i kongenitalni oblik. 
Stečeni oblik
Ovaj oblik je posledica izloženosti organizma dejstvu endogenim ili egzogenim polnim hormonima. Najčešće radi se o gonadalnim (tumori granuloza ćelija jajnika i tumori Leydigovih ćelija testisa) ili adrenalnim tumorima koji izlučuju polne hormone. 
Tumori embrionalnih ćelija izlučuju hCG koji vežući se za receptor za luteinizirajući hormon (LH) na Leydigovim ćelijama testisa pokreću sekreciju testosterona.
Kongenitalni oblik
Najčešći oblik kongenitalnog gonadotropin nezavisnog nepotpunog puberteta je kongenitalna adrenalna hiperplazija (KAH) u kojoj zbog poremećaja u sintezi kortizola nastaje prekomerna sekrecija androgena što rezultuje pojavom sekundarnih polnih osobina, izoseksualnih kod dečaka, a heteroseksualnih kod devojčica. 
Ređi oblik kongenitalnog kongenitalnog gonadotropin nezavisnog nepotpunog pubertetaje McCune–Albright sindrom koji se karakteriše klasičnim trijasom simptoma: preuranjeni pubertet, mrljama na koži boje bijele kafe i policističnom fibroznom displazijom kosti. Posljedica je aktivirajuće mutacije GNAS gena odgovornog za α Gs protein koji reguliše unutarćelijsko stvaranje cikličkog AMP. Aktivacija G proteina dovodi do autonomne funkcije i razvoja veće, jednostrane ovarijalne ciste koja izlučuje estrogene. Nestanak ciste i pad nivoa estrogena uzrok je iznenadnom, bezbolnom vaginalnom krvarenju što može biti praćeno i povećanjem grudi. 
Klinička slika oblikom i težinom može biti vrlo različita, tako da osim preranog puberteta uključuje hiperfunkciju drugih endokrinih žlezda poput hipertireoze, akromegalije, Cushingovog sindroma.
Drugi ređi oblik kongenitalnog gonadotropin nezavisnog nepotpunog pubertet je porodični prerani pubertet vezan uz muški pol ili testotoksikoza (heterozigotnoj aktivirajućoj mutaciji LH receptora koja se prenosi autozomno dominantno ili je posledica sveže mutacije). Žene su asimptomatske jer je za ovarijalnu steroidogenezu potrebna i funkcija folikulostimulirajućeg hormona (FSH).
Uz primarnu hipotireozu prerani pubertet je posledica djelovanja tireotopnog hormona (TSH) na gonadotropne receptore. Porast grudi neretko je praćen i galaktorejom, a terapija L tiroksinom dovodi do pada nivoa pituitarnih hormona, i regresije puberteta.
Kod dece sa gonadotropin nezavisnim nepotpunim pubertetom zbog dugotrajne izloženosti delovanju polnih hormona ili nakon uspešne uzročne terapije često se razvija i sekundarni pravi preuranjeni pubertet. Uspešna terapija dovodi do prekida mehanizma negativne povratne sprege koji je blokirao gonadotropnu osovinu. Ovom pubertetu podložna su deca kod koje je na početku bolesti koštana starost uznapredovala, dečaci stariji od 12 godina, djevojčice starije od 10 godina. Sumnju na ovoaj oblik izaziva porast grudi kod devojčica odnosno testisa kod dečaka nakon uspešne terapije a dijagnozu potvrđuje porast luteinizirajućeg hormona (LH).

### Benigne varijante preuranjenog polnog razvoja
Prematurne telarhe - izolovani porast grudi javlja se u dva perioda. Najčešće u prve dve godine života kada je povećanje grudi prisutno još od rođenja i posledica je pojačane aktivnosti jajnika tokom perioda dojenja. Promene spontano regrediraju do 24 meseca života. Drugo razdoblje njihove učestale pojave je u periodu života nakon šeste godine šeste godine, kada kao i u normalnom pubertetu porast može biti asimetričan i jednostran. 
Posledice su: prolazne pojačane sekrecije steroida jajnika ili pojačane osjetljivosti receptora na nizak nivo estrogena. 
Ukoliko razvoj grudi nije praćen drugim znacima puberteta potrebno je pažljivo pratiti progresiju sekundarnih polnih osobina narednih meseci, i prema kliničkom toku doneti odluku o dijagnostičkoj obradi. Visina, koštane starosti i nivo estrogena mogu biti normalni ili tek nešto iznad očekivanog za uzrast. Kod oko 14% devojčica stanje prematurnih telarhi progredira u CPP dok kod ostalih nastaje tek minimalna progresija do uzrasta uobičajenog za početak puberteta. 
Bez hormonalnog dokaza razvoj grudi II stadijuma po Taneru ne treba interpretirati kao pubertet, posebno ne kao preuranjeni oblik.

## Dijagnoza
Dijagnoza se zasniva na anamnezi i kliničkom statusu, određivanju koštane starosti, hormonalnoj obradi, ultrazvučnim pregledima i radiološkoj obradi.
| Dijagnostička metoda         | Opis metode |
| ---------------------------- | --- |
| Anamneza i klinički status   | - Podaci iz anamneze ukazuju na početak puberteta kod roditelja, braće i sestara, i kada su se u deteta pojavile prve sekundarne polne osobine i kako napreduju. - Važno je isključiti znake disfunkcije SŽS poput glavobolje, poremećaja vida ili konvulzije. - Visok rast, i ubrzanje rasta uvek upućuju na progresivni prerani pubertet, a može i prethoditi pojavi puberteta. - Stepen pubertetskog razvoja procjenjuje se po Tanneru, pri čemu treba voditi računa da se kod gojaznih devojčica masno tkivo ne zameni žlezdanim. - Ukoliko se pubična dlakavost javi izolovano može biti posledica bolesti nadbubrežne žlijezde, prematurnih pubarhi ili izloženosti androgenima. - Procjena volumena testisa može uputiti na etiologiju puberteta. U pravom preuranjenom pubertetu testisi rastu kao i u normalnom pubertetu, dok u većini PPP ostaju mali. Izuzetak je gonadotropin nezavisni nepotpuni pubertet uzrokovani procesima u samom testisu. - Hiperpigmentacije po koži mogu ukazivati na neurofibromatozu ili McCune Albrightov sindrom. - Detaljnija obrada preporučuje se kod svih dečaka sa znacima preranog puberteta i kod djevojčica sa telarha (izolovan jednostrani ili obostrani porast žlezdanog tkiva dojki kod devojčica) - III stepena po Tanneru ili II stepena uz još jedan znak poput ubrzanog rasta ili znakova disfunkcije SŽS ili perifernog preranog puberteta. |
| Određivanje koštane starosti | - Određivanje koštane starosti vrši se upoređivanjem RTG snimka leve šake i metakarpalnih kostiju sa slikama iz atlasa Greulicha i Pylea. - Zbog pojačanog uticaja polnih hormona, primarno estradiola u oba pola, na epifiznu ploču rasta koštana starost je naprednija od hronološke i obično je veća za 2 godine. - Koristeći Bayley-Pinneau metodu iz trenutne visine i koštane starosti može se proceniti konačna visina. - Kako procena nije precizna, jer je u rasponu ± 6 cm, kod preranog puberteta precjenjuje se samo konačna visina. |
| Hormonalni status            | - Ključni značaj za dijagnozu preranog puberteta ima određivanje gonadotropina. - Daje mogućnost razlikovanja centralnog od perifernog preranog puberteta. - Danas se smatra jednokratno određivanje LH najboljim izborom za pravi preuranjeni pubertet. - Nivo LH manji od 0,1 IU/l smatra se predpubertetskim dok je nivo veći od 0,3 IU/l pubertetski. - U nemogućnosti određivanja LH tako osjetljivim metodama zlatni standard ostaje odgovor LH i FSH - Pojedinačno određivanje FSH ne doprinosi razlikovanju puberteta od predpuberteta ali odnos LH/FSH nakon stimulacije s GnRH iznad 1 upućuje na pravi preuranjeni pubertet. - Razina polnih hormona određuje se ujutro, metodama koje imaju mogućnost detekcije predpubertetskih vrednosti. Određivanje u jutarnjim časovima bitno je, jer na početku puberteta pojačana sekrecija LH počinje tokom, što daje maksimalnu vrednost polnih hormona ujutro. Kod većine dečaka sa znacima puberteta jutarnji nivo testosterona biće u pubertetskom rasponu. Kod devojčica nivo estradiola je promenljiv što otežava dijagnostiku preranog puberteta. - Vrlo visok nivo estradiola (veći od 100 pg/ml, 367 pmol/l) ukazuje na cistu jajnika ili tumor (6). - Nivo adrenalnih androgena, dehidroepiandrosterona (DHEA) i dehidroepiandrosteron sulfata (DHEAS), povišena što ukazuje na adrenalni tumor. - Ako postoji sumnja na KAH nužno je odrediti 17 hidroksi progesteron (17 OHP) bazalno, i po potrebi u ACTH testu. - Određivanje hormona štitnjače i tireotropnog hormona (TSH) radi se samo ukoliko je uz znake puberteta izostao zamah rasta, ili su prisutni galaktoreja odnosno klinički znaci hipotireoze |
| Ultrazvučni pregled          | - Nakon ultrazvučnog pregled male karlice kod devojčica sa pravim preuranjenim pubertetom dijagnostikuje se povećanje jajnika, najčešće sa malim folikularnim cistama, i povećanjem materice sa endometrijumom. - Na CPP ukazuje nalaz na materici koja je dužine veće od 3,4 - 4 cm, uz endometrij, i volumen jajnika veći za 1 - 3 ml. - Ultrazvučni pregled male karlice posebno je važan ukoliko se sumnja na gonadotropin nezavisni nepotpuni pubertet uzrokovan cistom ili tumorom jajnika. - Ultrazvučni pregled testisa može otkriti nepalpabilni tumor Leydigovih ćelija, pa u tom cilju preporučuje njegova primena kod svakog asimetričnog povećanja testisa ili gonadotropin nezavisni nepotpuni pubertet. |
| Radiološka obrada            | - Pregledom se u 8% devojčica i 40% dečaka i pored odsustva neurofibromatoze ili neuroloških znakova kao uzrok pravog preuranjenog puberteta otkriva se intrakranijalni proces. Procenat ove dece opada sa uzrastom, pa je kod 2%-7% devojčica (kod kojih je pubertet počeo između šeste i osme godine) otkrivene intrakranijalni patološki proces (od čega je 1% tumora astrocitom ili gliom). - Magnetska rezonanca (MR) mozga obavezno se mora obaviti kod svih dečaka i devojčica sa CPP mlađih od 6 godina. - Kako 1% dece sa preranim pubertetom može imati prikriveni intrakranijalni tumor u većine svetskih centara, sprovodi se neuroradiološka obrada. |

## Terapija
Kod oko 50% dece promene neće napredovati ili će nestati, tako da kod ove grupe pacijenata terapija neće biti potrebna. Naime kod ove dece iz nepoznatih razloga ne dolazi do aktivacije gonadotropne osovine. Nad ovom decom potrebno je sprovesti praćenje stanja budući da može doći do progresije puberteta.
Deca sa progresivnim preranim pubertetom izložena su ranijoj pojavi menarhe, niskoj završnoj visini te ubrzanom psihosocijalnom razvoju. Kod devojčica sa ranim pubertetom menarha će nastupiti kasnije. Tako će devojčice sa početkom razvoja grudi u dobi od 9 godina menarhu dobiti nakon 2,8 godine dok će u onih sa početkom puberteta sa 12 godina nastupiti već za 1,4 godine. Prema studijama o završnoj visini osoba s PP koje nisu bile lečene završna visina kod dečaka je 151—156 cm, a kod devojčica 150—154 cm (što čini gubitak visine za 20 cm u dečaka i 12 cm u devojčica). Gubitak visine biće veći što pubertet započne ranije. Nagoveštaj da bi rani polni razvoj uzrokovao odstupanja u ponašanju te smanjio stu- nivo obrazovanja nemaju sigurnu potvrdu i ne trebaju uticati na odluku o terapiji.
U lečenju progresivnog preranog puberteta koristi se više agonista GnRH i svi imaju pozitivne rezultate dejstva. (Tablica 3). Trajnom stimulacijom gonadotropnih ćelija hipofize sprečava se pulsatilni karakter nadražaja uzrokuju blokada izlučivanja prvenstveno LH, i u manjoj meri FSH. U praksi se češće primjenjuju depo preparati sa mesečnim ili tromjesečnim dejstvom. Kod neke dece potrebne su doze veće od standardnih.
Ukoliko je prerani pubertet uzrokovan tumorom indikovano je operativno lečenje i prema potrebi hemo i radioterapija. 
Ako se radi o cisti jajnika većoj od 20 ml, veličine veće od 34 mm, a posebno ako je veličina veća od 75 ml, odnosno veličine veće od 52 mm zbog opasnosti od torzije jajnika nužna je punkcija ciste.
U lečenju McCune Albrightovog sindroma primenjuju se inhibitori aromataze (koje koče produkciju estrogena), i selektivni modulatori estrogenskih receptora koji blokiraju dejstvo estrogena. U lčenju muškog porodičnog preranog puberteta koristi se kombinacija inhibitora aromataze (testolakton) i blokator androgenih receptora, spironolakton ili ketokonazol.
Terapija nema nepovoljan efekat na kasniju reproduktivnu funkciju. Tokom terapije povećava se količina masnog tkiva, dok se količina mišićnog tkiva i mineralna gustina kostiju smanjuje. 
Longitudinalne studije pokazuju da se tokom i nakon prekida terapije ne povećava učestalost debljine, a mineralna gustina kostiju je normalna.

## Spoljašnje veze
- Prerani pubertet - Univerzitet u Mičigenu Архивирано на веб-сајту  (11. јул 2017)(језик: енглески)

|  | Molimo Vas, obratite pažnju na važno upozorenje u vezi sa temama iz oblasti medicine (zdravlja). |